# Madagaskarkoekoekswouw
De madagaskarkoekoekswouw (Aviceda madagascariensis) is een vogel uit de familie van de havikachtigen (Accipitridae).

## Verspreiding en leefgebied
Deze soort is endemisch in Madagaskar.